# Brou-sur-Chantereine
Brou-sur-Chantereine település Franciaországban, Seine-et-Marne megyében. Lakosainak száma 5094 fő (2022. január 1.). Brou-sur-Chantereine Le Pin, Pomponne, Vaires-sur-Marne, Villevaudé és Chelles községekkel határos.

## Népesség
A település népességének változása:
| Lakosok száma | 4414 | 4411 | 4436 | 4382 | 4440 | 4809 | 4890 | 4992 | 5094 |
|               | 2013 | 2015 | 2016 | 2017 | 2018 | 2019 | 2020 | 2021 | 2022 |